# Stephen E. Harris

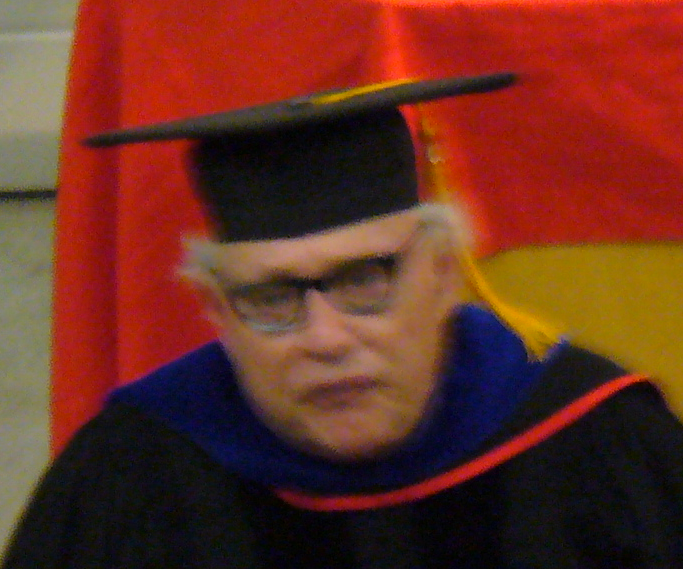
Harris 2010

Stephen Ernest Harris, född 29 november 1936 i Brooklyn, New York, är en amerikansk fysiker som är känd för sina bidrag till elektromagnetiskt inducerad transparens (EIT),  modulering av enstaka fotoner, och röntgenemission. 
I en skiftande karriär har han samarbetat med andra för att åstadkomma resultat på många områden, bland annat en artikel från 1999 med titeln "Light speed reduction to 17 metres per second in an ultracold atomic gas"  där Lene Hau och Harris tillsammans med Cyrus Behroozi och Zachary Dutton beskriver hur de använde EIT för att bromsa ned optiska pulser till en cykels hastighet. Han har också bidragit till att utveckla laserns användning, och genererat fotonpar med en enda aktiv laser  Han har också påvisat utvecklingen av sådana fotonpar med hjälp vågformer.  Hans senare arbeten har varit att komma åt de begränsningar som finns att skapa vågformer som är kortare än en vågcykel.  Harris och kollegor lyckades med denna utmaning genom att utföra en serie experiment som syftade på att få full kontroll över vågformer. De noterade: "vi kunde variera formen på puls för att generera olika föreskrivna vågformer."  Förhoppningen är att dessa resultat kommer att leda till enhetlig styrning av kemiska reaktioner, ett sätt att mäta allt kortare fysikaliska processer, samt för högeffektiv generering av långvågig infraröd och av kortvågig ultraviolett strålning.